# Minguichi
El menguiche es una sopa típica de la cocina de Michoacán, en México, que consiste en leche, tomate verde, cebolla, ajo, elote y chile poblano. También es popular en Colima, donde se le agrega jitomate, y en Jalisco, donde se usa jocoque y maicena. Es uno de los platillos más populares de los purépechas, uno de los grupos étnicos michoacanos más importantes. Se puede servir con queso y crema, y suele acompañar las toqueras (tamales) o la morisqueta.